# Tokaj-Hegyalja
Tokaj-Hegyalja est une région viticole historique située dans le nord de la Hongrie. Hegyalja signifie « piémont » en hongrois, ce qui était le nom original de la région et Tokaj est la ville principale de celle-ci.
La région se compose de 28 villages et 7 000 hectares de vignes classées, dont environ 5 000 sont plantés. Avec notamment Lavaux, Tokaj est une des seules régions viticoles au monde à avoir été inscrite au patrimoine mondial de l'UNESCO. Cependant, sa renommée a précédé cette distinction, car elle est à l'origine du célèbre vin de Tokay (Tokaji aszú).